# Войновка (Новоукраинский район)
Войновка (укр. Войнівка) — село в Глодосской сельской общине Новоукраинского района Кировоградской области Украины.
Население по переписи 2001 года составляло 252 человека. Почтовый индекс — 27121. Телефонный код — 5251. Код КОАТУУ — 3524084302.